# Козара
Козара је планина у сјеверозападном дијелу Републике Српске, БиХ.
Козара се простире у дужину од 70  и ширину од 20 до 30 . Омеђена је ријекама Савом на сјеверу, Врбасом на истоку, Саном на југу, Уном на западу и Гомјеницом. Највиши врх Козаре је Лисина (978 ). Козара се протеже у правцу сјеверозапад-југоисток на подручју 7 општина: Нови Град, Костајница, Козарска Дубица, Градишка, Лакташи, Бања Лука и Приједор.

## Рељеф
Рељеф сваког предјела је резултат његове морфогенезе, тј. резултат дјеловања ендогених и егзогених геоморфолошких процеса. Козара је острвска планина чији се основни, тектонски, рељеф формирао у дугом периоду млађег кенозоика издизањем дијела копна под утицајем орогених покрета у Земљиној кори и отицањем Панонског мора. Најзначајнији период тектонског уобличавања масива Козаре је вријеме алпске орогенезе, крајем мезозоика и почетком терцијара. Највиши врхови су се издигли из Панонског мора средином старијег терцијара (еоцен).
Потом Козара прво постаје полуострво, а крајем терцијара, након отицања панонског залива Паратетиса, дио ширег компактног копна. Даље уобличавање рељефа се одвијало под утицајем егзогених сила тј. деструкције површине Земље процесом ерозије. Припада Динарском систему планина.
И поред тога што је Козара стара громадна планина и релативно мале надморске висине, она посједује велики број стрмих страна, стјеновитих предјела, увала, завала.
У средишњем дијелу планине, смјером исток-запад, уздиже се врх Мраковица (804 ), а смјером сјеверозапад, у подножју Мраковице извире поток Мала Мљечаница, који се даљим током, остављајући са своје десне стране веома стрму страну, Витловску косу, спаја са рјечицом Грачаницом, на мјесту Саставци.

## Биљни и животињски свијет
Вертикална стратификација биљног система планине изгледа овако: на пашњаке у плодном Поткозарју наслања се спрат листопадних шума, углавном граба, букве и храста, изнад њега црногоричне шуме смреке, јеле и бора, из којих извирују камене литице козарачких врхова: Лисине, Козарачког камена, Зечјег камена...
Хоризонтални распоред шума: на сјеверу доминирају високе јелове и букове шуме а у јужном дијелу су површине обрасле ниским шумама храста и културама четинара- црни бор, бијели бор и смријека (смрча).
Када би се код Лакташа у близини Бањалуке ушло у козарачке шуме, седамдесет километара би се могло непрекидно пролазити кроз шуме, а настављајући даље од хрватске границе, и много дуже.
Козара има и велики број љековитог биља: нана, камилица, мајчина душица, зова...
Поред великог броја отровних гљива има и огроман број јестивих гљива: вргањи, лисичице, смрчци, рудњаче, пухаре, пупавке...
Богата је сваковрсном ловном дивљачи: срном, дивљом свињом, дивљом мачком, лисицом, зецом, потом фазаном, дивљом патком, јаребицом, у вријеме великих поплава ријеке Саве, бјежећи од поводња у Козари нађу уточиште и јелени, што све заједно чини ловни резерват риједак у овоме дијелу Балкана. Овом богатству дивљачи доприноси и чињеница да је готово свих 70  дужине и 20  ширине планина прекривена шумама.

## Индустријски потенцијали
Непрегледне шуме, уз домаћински однос према њима и нама, су непресушни извор блага од здравља до индустрије. Аустроугарска царевина је, још крајем 19. вијека, по цијелој Козари изградила ускотрачну пругу којом је лакше и брже одвозила наше шуме у своје фабрике. (Остаци пруге су и сада видљиви по планини).

## Туризам, лов, планинарење на Козари
Природне љепоте Козаре и њени разнолики предјели честа су одредница многих планинарских и ловачких друштава из околних градова, Приједора, Козарске Дубице, Бање Луке и Градишке.
Лов је на Козари стар колико и човјек. На њој се организовано лови од времена оснивања првог ловачког друштва 1906. године. На нижим надморским висинама има јаребице, препелице и фазана. Како се висина повећава тако се мијења и састав дивљачи у ловишту. Следе зец, лисица, срнећа дивљач, дивља свиња, дивља мачка...
Посебно активна друштва на подручју Козаре су Планинарско алпинистички клуб Паук-Приједор, Планинарско друштво Клековача из Приједора као и планинарско друштво Превија из Бање Луке.
Када се ове дјелатности у пракси не би дијелиле, и када би им се организовано приступало с намјером да се синхронизују и примјере јена другој, ефекти би могли бити и у финансијском погледу много значајнији.

## Предајник
На Козари је 2. октобра 2011. пуштен у рад предајник Радио-телевизије Републике Српске, односно антенски стуб и систем. Антенски систем који је висок 84 метра је заједнички пројекат Владе Републике Српске и Радио-телевизије Републике Српске. Предајник сигналом Јавног сервиса Републике Српске покрива подручје од Посавине до Западне Крајине, те рејон Шипова и Мркоњић Града.

## Козара и историја
Козара је питома планина. Није висока, али су све остале њене димензије, и географске и оне друге, грандиозне. На њој, по Витловској има прашумских простора по којима још није крочила људска нога. Није ова планина безазлена, у њој се лако може и лутати и залутати, а да није таква зар би се по њој током вијекова тражила збјежишта што су чувала главе за сва наша сјећања.
Огромна пространства шума, многобројне косе, висови, јарци и пропланци, изобиље дивљачи, рибе и јестивог биља, љековито биље, много дрвета, силни бивци, на хиљаде извора питка воде, пружало је довољно заклона и сигурности у овим вјетровитим многонационалним и многоконфесионалним, па зато увијек ризичним, просторима. Од праисторије, преко историје новог вијека, многобројних буна и погрома, из времена Турака, Аустроугара и Нијемаца, Петра Поповића- Пеције и др Младена Стојановића, националних ратова аутохтоних Муслимана и Срба, ножа хрватских усташа, па до најновијег времена Козари је синоним живот. У њој су збјегови и збјежишта кроз историју. Нема овдје мјеста никаквом политичком ни идеолошком разлогу. У Козару су Срби долазили „главом без обзира“ да би са домаћим Србима по њој спашавали сопствене главе. Козара је и једна од тачака у којој је извојевана побједа у Другом свјетском рату против Њемаца и домаћих квислинга на територији тадашње Краљевине Југославије, потом ФНРЈ-е и СФРЈ-е. У Козари су се дизали устанци и буне. Она је породилиште и гробница. Козара је зато митска планина.
На једном од врхова планине Козаре, на вису Мраковица, подигнут је монументални споменик палим за слободу у Другом светском рату, рад вајара Душана Џамоње, са меморијалним зидом на коме је уписано 9.921 име страдалих партизана и народа.

### Други свјетски рат
Један наредник домобранац хвалио се у возу како је у једној кући на планини Козари, у Босни убио прво једног старца „а затим бацио бомбу међу четири његова унучета која их је све разнела”.
Према попису који је вршен после свршетка Другог светског рата на Козари и у Поткозарју је живело 137.715. Срба. После свршетка Другог светског рата нигде на Козари није било деце у школама. Сва деца су била побијена. Годинама из тих села нико није регрутован за војску. Становништво је било уништено. Свака породица је изгубила више чланова.

### Последња ноћ пробоја - сећање Мире Шиник Станков
Последње ноћи пробоја на Козари је остало доста бораца и неколико пута више жена, деце и стараца, а непријатељ је све више стезао обруч око Козаре, сећа се Мира Шиник Станков.
„Ваљало је покушати још једном пробој да би се спасао народ и борци. Ноћ. Тишина. Дуга колона бораца, народа и рањеника кретала се према месту пробоја на цести Приједор – Босанска Дубица. „Тишина!“ Говоре. Чује се пригушени плач деце, лупа коњских копита и пад неког предмета са коња. Колона је бесконачна. Појављује се после дугог хода и застајкивања, бела трака цесте. Све је напето. Мора да буде највећа тишина, јер је непријатељ близу. Прелази се цеста. Шумарак. Плотун по нама. Наши повици напријед! Други, трећи плотун. Борба жестока. Ври као у котлу. Понегде јауци и стењање. Командир једне чете на коњу, рањен, командује. Непријатељ измиче до других ровова и још снажније туче. Шири се вест, долазе тенкови од Босанске Дубице. Даље се не може. „Мора се назад“, гласи команда. Свиће зора. Повлачимо се споро исцрпљени, гладни, носећи рањенике и нејаку децу. Непријатељ је за петама. Да не би пала у руке непријатељу Бранка Бјеловук се убија пиштољем. Талас авиона сипа бомбе. Плач и лелек рањеника и деце. Једна мисао свих је што дубље у Козару, у заклон далеко од цесте, од непријатеља. Негде око подне сви смо на окупу, у хладовини столетних букава, храстова и јелика. Закључено је. У пробој се више не може.“

### Ратни дописник немачке 714 дивизије Курт Нехер
Ево како је ту битку на живот и смрт описао ратни дописник немачке 714 дивизије Курт Нехер.
„Густа помрачина притискала је наше положаје када нам је свима застао дах. Две беле ракете синуле су изнад наших глава. Први талас нападача привукао се кроз густу траву и жбуње до наших редова. Партизани су хватани за цеви наших митраљеза пре него што су могли да опале и један метак. Појавили су се нечујно као мачке са ножевима у зубима. И тада је отпочело оно најстрашније што је свакоме од нас ледило крв у жилама.“
Немачки војник наставио је овај извештај:
Мушкарци, жене и деца са несхватљивом упорношћу насрнули на наш положај. Био је то прави пакао и чудим се како смо то издржали. Партизани су чак и на борна кола ишли са бомбама и пушкама. Управо као мрави су надирали.
Курт Нехер се чуди како су издржали а однос је био 3.600 Партизана на 45.000 Немаца и усташа. Ипак ни толика солдатеска није успела да добије битку на Козари. Обруч је пробијен и тада почиње други чин страшне козарачке драме. Сав бес Немци и усташе су почели да искаљују на недужном и беспомоћном народу Поткозаре.

## Врхови Козаре
- Лисина (978 ), највиши врх Козаре
- Гола планина (876 )
- Мраковица (806 )
- Главуша (793 )
- Бешића пољана (784 )
- Талавића пољана (780 )
- Јарчевица (740 )
- Врновачка глава (719 )
- Бенковац-Јуришина коса (705 )
- Зечји камен (667 )
- Шупљковац (652 )
- Козарачки камен (659 )
- Витловска коса (589 )
- Палеж (542 )
- Медњак (440 )

## Ријеке и потоци Козаре
- Мљечаница
- Моштаница
- Црна Ријека
- Грачаница
- Стареница или Козарачка ријека

## Остали топоними Козаре
- Саставци
- Пашини конаци
- Котловача
- Патрија

## Козарчани
Козарчани су становници планине Козаре, поткозарских села и поткозарских градова Костајнице, Новог Града, Козарске Дубице, Градишке, Лакташа, Бањалуке и Приједора. Они су Крајшници динарског поријекла. Поред аутохтоних Козарчана, ту је велики број личких досељеника, досељеника из Дрвара и околине и нешто црногорских Срба.

### Презимена
Козарчани имају најразличитија презимена:
Ајдарић, Алексић, Бановић, Батоз, Башић, Башкот, Бокан, Брдар, Бувач, Бујић, Вила, Влачина, Вокић, Врбан, Врховац, Вујановић, Вујичић, Вулин, Вучен, Гагић, Глушац, Граховац, Долинић, Дошен, Ђаковић, Ђукановић, Егић, Ерор, Ећим, Здјелар, Зец, Змијањац, Зорић, Ивић, Јајчанин, Јањетовић, Јањић, Јефтић, Јоксимовић, Кантар, Катић, Кесар, Китоњић, Кличковић, Којић, Колунџија, Кондић, Кос, Костић, Котроман, Крагуљ, Крњајић, Латиновић, Личанин, Мајсторовић, Манојловић, Марин, Мацура, Маџар, Мијић, Милинковић,Миљуш, Мисирача, Мрђа, Муњиза, Продан, Пушац, Радуловић, Рајлић, Рауш, Ритан, Росић, Рујевић, Савић,Саџак, Симатовић, Срдић, Станивуковић, Стојановић, Стрика, Ступар, Тадић, Тепић, Тимарац, Трубарац, Фуштар, Ћурин, Чађо, Шикман, Шиљеговић, Шипка, Шмитран, Шормаз, Шујица, Шурлан.

## Галерија
- Село Паланчиште и врх Маслин Баир 691 m
- Врх Козарачки Камен 659 m
- Врх Козарачки Камен 659 m